# Emmett Chapman
Emmett Chapman (28 de septiembre de 1936 - 1 de noviembre de 2021) fue un músico, compositor y lutier estadounidense. Fue famoso por haber fabricado el Chapman stick.
Chapman quiso crear un instrumento mezcla entre un bajo eléctrico y una guitarra, que se ejecuta utilizando la técnica de "tapping", consistente en tocar el instrumento por el cuello de éste, con ambas manos presionando las cuerdas sobre el diapasón.

## Biografía
Originalmente guitarrista, comenzó a grabar y actuar a principios de los años sesenta. Participó con varios artistas populares, incluyendo el guitarrista de jazz Barney Kessel y el popular cantante y compositor Tim Buckley, antes de llevar a su propia carrera como solista.
En 1969 modificó su guitarra de nueve cuerdas hecha en casa, para acomodar su método de tapping de "Manos libres". Mientras algunos guitarristas había hecho tapping con los dedos de la mano derecha paralelos a las cuerdas, el método de Chapman tenía los dedos de ambas manos perpendiculares a las cuerdas. Esto culminó en la creación de la Electric Stick, que más tarde llamó el Chapman Stick.
Fundó su propia empresa, Stick Enterprises en 1974, y ha hecho más de 6.000 instrumentos desde entonces. Chapman tenía 14 patentes para varios aspectos del Chapman Stick. Durante los años 70, Chapman recorrió extensivamente para promover su música y su instrumento.
En 1985 lanzó su primer y único álbum en solitario titulado Parallel Galaxy. 
Según Chapman, su estilo musical estaba influenciado por el guitarrista de jazz John McLaughlin. Una pista del álbum, «Back Yard», fue utilizada en la versión extendida para televisión de la película de 1984 Dune. 
En 1987 lanzó un video titulado «Hands Across The Board». Hasta su fallecimiento, Chapman todavía realizaba giras, principalmente en el área de Los Ángeles, ciudad donde vivía. También dirigía Stick Enterprises, la compañía que fabrica Chapman Sticks.[cita requerida]